# Сермек, Дражен
Дражен Сермек (хорв. Dražen Sermek; род. 30 января 1969, Осиек) — хорватский шахматист, гроссмейстер (1994).
Двукратный чемпион Словении (1993 и 1998).
Многократный участник различных соревнований в составе сборной Словении по шахматам:
- 9-й командный чемпионат мира среди моложёжи до 26 лет (1993) в Паранагуа.
- 5 олимпиад (1994, 2000—2006).
- 3 командных чемпионата Европы (1997, 2001—2003).
- 3 Кубка Митропы[нем.] (1993—1995, 2005). Выиграл 2 медали в команде: золотую (2005) и бронзовую (1995).

В составе различных команд участник 5-и Кубков европейских клубов (1993, 1996, 1998—1999).

## Изменения рейтинга
| Графики недоступны из-за технических проблем. См. информацию на Фабрикаторе и на mediawiki.org. |